# Sinesch Sadyrowna Abischewa
Sinesch Sadyrowna Abischewa (russisch Зинеш Садыровна Абишева; * 23. Januar 1947 im Dorf Terenosek,  Kysylordinskaja oblast, Kasachische SSR; † 13. Mai 2021 in Almaty) war eine sowjetische bzw. kasachische Metallurgin und Hochschullehrerin.

## Leben
Abischewa studierte 1965–1971 am Moskauer Lomonowssow-Institut für Feinchemie-Technologie (MITChT) mit Abschluss als Ingenieur-Chemiker-Technologe der Fachrichtung Chemie-Technologie der Seltenen Elemente. Es folgte die Aspirantur am MITChT, die sie 1974 mit der erfolgreichen Verteidigung ihrer Dissertation über die Prozesse der Extraktion der Alkalimetalle durch Alkaliphenolate für die Promotion zur Kandidatin der chemischen Wissenschaften abschloss.
Darauf wurde Abischewa wissenschaftliche Mitarbeiterin des Instituts für Metallurgie und Anreicherung des Ministeriums für Bildung und Wissenschaft der Kasachischen SSR. Ab 1987 leitete sie ein Laboratorium. Forschungsschwerpunkte waren die Gewinnung von Gallium, Metallen der Seltenen Erden und radiogenem Osmium (siehe auch Rhenium-Osmium-Chronometer) aus nicht-traditionellen Quellen bei der Verhüttung von Kupfer, Aluminium und Uran. Durch die von ihr geleiteten Entwicklungen wurde Kasachstan zum weltweit bedeutendsten Rhenium-Produzenten und zum einzigen Produzenten von radiogenem Osmium.  Als erste Kasachin verteidigte sie 1995 ihre Doktor-Dissertation über die Metallurgie der Nichteisenmetalle und seltenen Metalle mit Erfolg für die Promotion zur Doktorin der technischen Wissenschaften. Die Ernennung zur Professorin erfolgte 1997.
Nach der Umwandlung des Instituts für Metallurgie und Anreicherung in eine Aktiengesellschaft war Abischewa 1998–1999 Vizedirektorin und 2011–2016 Direktorin der Gesellschaft. Anschließend war sie bis 2019 Direktorin des Montan- und Metallurgie-Instituts der Sätbajew-Universität, an der sie noch als Professorin blieb. Sie war Vollmitglied der Kasachischen Akademie der Wissenschaften, der Kasachischen Akademie der Naturwissenschaften und der Nationalen Akademie der Montanwissenschaften.

## Ehrungen, Preise (Auswahl)
- Erfinderin der UdSSR (1987)[1]
- Ehrenurkunde des Präsidenten der Republik Kasachstan (2005)[1]
- al-Fārābī-Goldmedaille der Kasachischen Akademie der Naturwissenschaften (2013)[1]
- Orden Kurmet (2019)[1]